# Mónica Bustos
Mónica Bustos (n. Asunción, 1984) es una escritora paraguaya.

## Vida y obra
Hija del artista Porfirio Bustos. A los 19 años, publicó su primera novela, "León muerto", presentada por el guionista de cómics Robin Wood. Al año siguiente, en el 2004, publica de forma independiente (avalada por una editorial imaginaria a la que llamó Cría Cuervos) el libro de cuentos "Complejo de Bustos". En el 2006 obtuvo una mención de honor por el cuento La caída del Fuerte Fantasía en el concurso organizado por El Centro Cultural La Casona de Asunción.

En el 2008 su relato "La cuestión es sencilla" formó parte de la antología Comboio com asas, editada en Portugal por Antonio Fournier. Ese mismo año obtuvo el Primer Premio del Concurso Dr. Jorge Ritter, por el cuento Camas Calientes. 

Participó del programa de Residencias Artísticas para Creadores de Iberoamérica en México 2010, y de la Tercera Muestra de Arte Iberoaméricano realizado en Ciudad de México en diciembre del 2010, organizado por FONCA-CONACULTA.
Su segunda novela "Chico Bizarro y las moscas" obtuvo el I Premio Augusto Roa Bastos de Novela y fue publicada por Alfaguara en el 2010, resultando uno de los libros más vendidos en Paraguay en el 2010
En el año 2015 participó como jurado en el Premio Cuento Digital Sub-18 organizado por la Fundación Itaú. 
El crítico literario y periodista valenciano José Vicente Peiró dijo de esta obra:
«Nos debe resultar indiferente su juventud cuando la obra creada es inmensa, extraordinaria y digna de quien tiene una capacidad innata y una formación precisa del significado de la narratividad: Bustos tiene claro que no ha de contar lo que ella quiere, sino lo que su personaje desea. De esa forma, construye su Chico Bizarro, que pasa ya en letras grandes a la historia de los personajes literarios paraguayos, siguiendo a los Miguel Vera, Félix Moral o Francia, de Augusto Roa Bastos, o el Gilberto Torres de Gabriel Casaccia.
Todo es mejorable. Pero difícil lo tiene Mónica Bustos para mejorar esta novela, por la solidez de su discurso, su desarrollo argumental fragmentario pero muy bien trabajado, y el manejo magistral de distintos registros culturales y lingüísticos. Y paro porque no tengo más espacio disponible. Pero tengan presente que no será la última vez que escriba sobre esta estupenda novela que marcará época y estilo. Espero que no solo en Paraguay. No saben lo que se perderán los lectores de los países adonde no llegue esta novela.»

## Premios
"Chico Bizarro y las moscas" I Premio Augusto Roa Bastos de Novela (2010).

Jurado compuesto por Augusto DiMarco, Claudia Amengual,y Jorge Eduardo Benavides.

El jurado decidió otorgar el Premio a Chico Bizarro y las moscas  “por su calidad narrativa que logra amalgamar potentes imágenes, personajes desopilantes y una visión descarnada de la realidad paraguaya con solvencia estilística”.
"Camas Calientes", Premio Dr. Jorge Ritter (2008)Jurado: Dirma Pardo, Susy Delgado y Guido Rodríguez Alcalá.